# Jainarahalli, Gubbi
Jainarahalli là một làng thuộc tehsil Gubbi, huyện Tumkur, bang Karnataka, Ấn Độ.